# Cá song chấm trắng
Cá song chấm trắng (tên khoa học Epinephelus coeruleopunctatus) là một loài cá trong họ Serranidae.